# David Grace
David Grace (* 5. Mai 1985 in Leeds) ist ein englischer Snookerspieler. Seit 2008 spielt er mit Unterbrechungen auf der Profitour und erreichte in der Zeit zweimal das Halbfinale eines Ranglistenturniers.

## Karriere

### Anfangsjahre
Bereits in seiner Jugend war David Grace erfolgreich und wurde 2003 U19-Meister Englands. Zwei Jahre später gewann er erstmals die englische Amateurmeisterschaft. Danach trat er bei Europa- und Weltmeisterschaft an und nahm an der Pontins-Pro-Am-Serie teil, in der auch Profis mitspielten. Zweimal erreichte er dort das Halbfinale und qualifizierte sich für das Grand Final, wo er mit Ryan Day einen Top-16-Spieler schlug und ins Viertelfinale kam. Des Weiteren nahm er auch an der Pontin’s International Open Series teil, um sich für die Profitour zu qualifizieren. Jedoch kam er nur selten auf vordere Ränge und erreichte in drei Jahren nur einmal ein Halbfinale. 2008 holte er sich den zweiten englischen Meistertitel und gewann anschließend als englischer Vertreter die Europameisterschaft durch einen 7:6-Sieg über Craig Steadman.
Durch seinen Sieg bekam er die Startberechtigung für die Snooker Main Tour. Seine Debütsaison 2008/09 verlief jedoch nicht sonderlich erfolgreich. Sein bestes Resultat waren zwei Siege in der Qualifikation für den Grand Prix, bevor er in der Runde der letzten 64 Liang Wenbo unterlag. Ansonsten verlor er jedoch bei allen Qualifikationen für Ranglistenturniere sein erstes Spiel, sodass er die Profitour wieder verlassen musste.
Dafür gewann er bei den World Games 2009 in Kaohsiung die Silbermedaille, nachdem er im Halbfinale Soheil Vahedi geschlagen hatte und im Finale Nigel Bond unterlegen war. Nach einer weiteren erfolglosen PIOS-Saison trat er 2010/11 bei der Players Tour Championship an, einer Reihe von kleineren Profiturnieren mit Amateurbeteiligung. Mehrfach qualifizierte er sich für die Hauptrunde und beim MIUS Cup 2010 besiegte er Barry Pinches und den Top-16-Spieler Liang Wenbo und kam in Runde 3. 

### Profikarriere erster Teil
Die Rückkehr auf die Main Tour schaffte er 2011, indem er sich beim ersten Event der Q School durchsetzte. Im Entscheidungsspiel schlug er Zhang Anda mit 4:1. Seine zweite Profisaison verlief erfolgreicher als sein erstes Jahr, zu den Höhepunkten zählte das Vordringen ins Achtelfinale bei zwei PTC-Turnieren (Turnier 10 in Sheffield und Turnier 12 in Fürstenfeldbruck). Mit Matthew Stevens schlug er dabei einen weiteren Topspieler. Bei den großen Turnieren kam er meist nicht über die zweite Runde hinaus, bei den China Open erreichte er aber Runde 3 und verpasste mit 4:5 gegen Tom Ford nur knapp das Hauptturnier. Zwar brachten die Kleinturniere zu wenig Punkte für eine ausreichende Weltranglistenplatzierung zur Verlängerung seines Profistatus, über die PTC-Gesamtwertung sicherte er sich trotzdem zwei weitere Jahre auf der Main Tour.
In der Saison 2012/13 startete erneut mit guten PTC-Ergebnissen, darunter ein Achtelfinale beim ersten Turnier in Gloucester. Beim Shanghai Masters verpasste er erneut knapp das Hauptturnier mit 4:5 gegen Peter Ebdon. Sonst gab es aber sehr viele Erstrundenniederlagen. Im Jahr darauf gelang ihm dann beim Shanghai Masters erstmals gegen Tom Ford die Qualifikation für die Endrunde der Letzten 32. Allerdings unterlag er dann Barry Hawkins deutlich mit 0:5. Zwei weiteren Achtelfinalergebnissen bei der Players Tour Championship standen aber erneut viele Auftaktniederlagen in den wichtigen Turnieren gegenüber. Somit blieb er in den drei Jahren in der Rangliste zwischen Platz 80 und 90 und hätte erneut seinen Profistatus verloren, wenn ihm die PTC-Gesamtwertung nicht erneut zwei weitere Main-Tour-Jahre gebracht hätte.
Die nächste Saison begann zwar mit einem weiteren PTC-Achtelfinale bei den Yixing Open 2014, danach gelangen ihm aber in der gesamten Spielzeit nur noch 3 weitere Siege. Er stand also 2015/16 unter großem Druck, seinen Profistatus doch noch zu verteidigen. Der Durchbruch kam erneut beim Shanghai Masters, wo er sich mit einem Sieg über Ali Carter zum zweiten Mal für das Hauptturnier qualifizierte und dank eines Ausfalls von Mark Selby zum ersten Mal bei einem vollwertigen Ranglistenturnier ins Achtelfinale kam. Bei der UK Championship steigerte er das Ergebnis noch einmal erheblich, als er unter anderem Peter Ebdon und Martin Gould schlug und erst im Halbfinale Liang Wenbo mit 4:6 unterlag. Anschließend erreichte er bei den Gibraltar Open auch bei einem PTC-Turnier zum ersten Mal das Viertelfinale. Erneut gewann er in dem Turnier gegen Ebdon schlug und verlor gegen Liang. In der Einjahreswertung stand er damit unter den Top 32 – was ihm die Qualifikation für den World Grand Prix brachte – und in der offiziellen Weltrangliste über zwei Jahre rückte er auf Platz 60 vor und schaffte damit erstmals die direkte Weiterqualifikation für die Main Tour.
In der Saison 2016/17 hatte er einen weiteren Erfolg beim Paul Hunter Classic, wo er drei von vier Partien zu Null gewann und ins Viertelfinale kam. Beim Sonderformat Snooker Shoot-Out erreichte er ebenfalls das Viertelfinale, das er gegen Shaun Murphy verlor. Zwei weitere Male erreichte er bis zum Saisonende die Runde der Letzten 32. Bei der abschließenden Weltmeisterschaft gewann er dann erstmals mehr als ein Spiel, er schlug Thor Chuan Leong, Mark Joyce und Akani Songsermsawad und schaffte den Einzug in die WM-Hauptrunde im Crucible Theatre. Dort hielt er die Partie gegen den Weltranglisten-14. Kyren Wilson bis zum 6:7 offen, verlor dann aber 6:10. Die Ergebnisse brachten ihn bis auf Platz 44 der Weltrangliste nach vorne. Nach Saisonende gewann er noch die Vienna Open 2017, ein Pro-Am-Turnier in Österreich. Das Finale entschied er gegen Nigel Bond mit 5:2 für sich. In der folgenden Spielzeit musste er dann erstmals viele Punkte aus der Vorvorsaison verteidigen. Nach der Runde der Letzten 32 bei der China Championship 2017 erreichte er mit Platz 43 seine höchste Ranglistenplatzierung, dann folgte eine schwarze Serie mit 7 Auftaktniederlagen. Erst beim Scottish Open stellte sich mit dem Achtelfinale wieder ein Erfolg ein. Danach kam er aber nur noch bei den Welsh Open 2018 zumindest in die dritte Runde. Da beide Turniere aber nur eine mittlere Wertigkeit hatten, verlor er so viele Punkte, dass er bis auf Platz 71 zurückfiel und erneut den Profistatus einbüßte.

### Wiederqualifikation und weitere Profijahre
Über die Q School versuchte Grace danach die sofortige Wiederqualifikation, er schied aber bei allen drei Turnieren vorzeitig aus. 2018/19 nahm er an der neu eingeführten Challenge Tour teil, bei der zwei Tourtickets zu vergeben waren. Er beendete die Turnierserie mit Platz zwei und verdiente sich damit eine Tourkarte für 2019/2020 und 2020/2021.
Die zweite Profizeit begann mit einzelnen Siegen und dazwischen einer längeren Niederlagenserie. Erst nach dem Jahreswechsel kam er beim German Masters 2020 einmal in Runde 3. Es dauerte fast bis zum Saisonende, bis er erneut bei den Gibraltar Open einen größeren Erfolg hatte. Er besiegte unter anderem Zhang Anda und Lü Haotian und schloss zum vierten Mal mit dem Erreichen des Viertelfinals ab. Damit begann er das nächste Spieljahr auf Platz 69 und nachdem er bei den Northern Ireland Open zum zweiten Mal in seiner Karriere ein Halbfinale erreicht hatte, setzte er sich unter den Top 64 fest. Im Viertelfinale besiegte er mit Yan Bingtao einen Top-16-Spieler. Bei der UK Championship bezwang er anschließend sogar die Nummer 10 Ding Junhui und zog in Runde 3 ein. Danach folgten aber wieder mehrere Auftaktniederlagen, so dass er auf Platz 59 stagnierte. 2021/22 punktete er anfangs regelmäßig weiter, so dass er sich seiner Bestplatzierung von 2017 näherte, um den Jahreswechsel folgte aber wieder eine Serie von Auftaktniederlagen. Erst bei der Weltmeisterschaft gelangen ihm wieder zwei Siege in Folge gegen Iulian Boiko und Xiao Guodong, bevor er gegen Jackson Page seinen zweiten Crucible-Einzug verpasste. Auch wenn er sich nicht mehr wesentlich verbesserte, hatte er sich auf der Profitour etabliert.
Beim European Masters 2022 gelang ihm früh in der nächsten Saison die 5:0-Revanche gegen Page und der Einzug ins Achtelfinale, das er nur knapp mit 4:5 gegen Ali Carter verlor. Bei den Northern Ireland Open gewann er 4:3 gegen den damaligen Weltranglistenersten Ronnie O’Sullivan. Allerdings verlor er in Runde 3 und gleichzeitig wurden die Punkte vom Halbfinale zwei Jahre zuvor gestrichen, wodurch er in der Rangliste zurückfiel. Beim Snooker Shoot-Out erreichte er nach dem Jahreswechsel ebenfalls das Achtelfinale, das Turnier mit der geringsten Wertung verhinderte aber nicht, dass er aus den Top 64 herausrutschte. Das dritte Achtelfinale beim WST Classic ließ den Tourverbleib in seiner eigenen Hand. Bei der Weltmeisterschaft gelangen ihm zum zweiten Mal drei Siege in der Qualifikation und der Einzug in die Endrunde. Obwohl er das zweite Crucible-Match seiner Karriere klar mit 3:10 gegen John Higgins verlor, hatte er sich wieder deutlich in die Top 64 gespielt. Trotz des WM-Höhepunkts folgt aber eine enttäuschende Saison 2023/24. Erst nach vier sieglosen Spielen gab es wieder einen Erfolg, Auftaktsiege und -niederlagen wechselten sich in der Folge ab. In keinem einzigen Turnier der gesamten Spielzeit kam er über Runde 2 hinaus. Zwar hatte er nicht viele Punkte zu verteidigen, aber nach längerer Zeit kam sein Profistatus zum Saisonende wieder in Gefahr.
Der Auftakt der nächsten Spielzeit deutete keine Änderung an, bei wichtigen Turnieren blieb er ohne Punkte. Erst bei den British Open 2024 erreichte er nach einem Auftaktsieg gegen Jack Lisowski mal wieder Runde 3. Da gehörte er aber bereits nicht mehr zu den Top 64. Mit Runde 3 beim German Masters 2025 blieb der Tourerhalt immerhin in Reichweite, aber drei Niederlagen zum Saisonende, darunter ein knappes 9:10 gegen Sunny Akani bei der Weltmeisterschaft, wo er am meisten Punkte zu verteidigen gehabt hatte, besiegelten den erneuten Verlust seiner Tourzugehörigkeit. Erneut trat er sofort im Anschluss in der Q School an. Das Schlüsselspiel im zweiten Turnier war die Partie gegen Andrew Higginson, der ebenfalls gerade aus der Tour gefallen war: Er siegte mit 4:3. Die folgenden beiden Partien gewann er mit 4:0 und holte sich den Platz im Profibereich zurück.

### Malerei
David Grace belegte das Fach Kunst bei seinem A-level und betreibt nebenher Porträtmalerei. Bekannt ist er für seine Bilder von bekannten Snookerspielern, die er auch ausstellt und verkauft.

## Erfolge
Ranglistenturniere
- Halbfinale: UK Championship (2015), Northern Ireland Open (2020)
- Viertelfinale: Gibraltar Open (2015 a, 2020), Paul Hunter Classic (2016), Snooker Shoot-Out (2017)

Qualifikationsturniere
- Qualifikation: Q School (2011 – Turnier 1, 2025 – Turnier 2)
- Turniersieg: Challenge Tour (2018 – Turnier 2, 2018 – Turnier 6)

Amateurturniere
- Europameister (2008)
- Englischer Meister (2005, 2008)
- Pontins Under-19 Championship (2003)